# Vincenzo Scotti
Vincenzo Scotti (Nápoles, Italia, 16 de septiembre de 1933) es un político, sindicalista y docente universitario italiano.

## Biografía
Se graduó en Derecho cum laude en la Universidad de Roma La Sapienza en 1955. Fue profesor de Economía del Desarrollo en la Universidad LUISS desde 1969 a 1995, profesor visitante de la Universidad de Malta, fundador de la Link Campus University en 1999 y presidente de la homónima Fundación durante veinte años.
Al principio de su carrera, fue miembro del centro de investigación de la Confederación Italiana de Sindicatos de Trabajadores (CISL). En 1968, fue elegido por primera vez diputado por la Democracia Cristiana (DC). Posteriormente, fue subsecretario de Estado del Ministerio de Presupuestos (1976-78) y varias veces ministro: de Coordinación de las Políticas de la Comunidad Europea (1980-81); de Bienes Culturales y Ambientales (1981-82); de Trabajo y Políticas Sociales (1978-80 y 1982-83); de Coordinación de la Protección Civil (1983-84); del Interior (1990-1992); y de Asuntos Exteriores (1992). Además, fue subsecretario de Estado del Ministerio de Asuntos Exteriores desde 2008 a 2011.
Fue elegido alcalde de Nápoles en 1984; de su ciudad natal fue también concejal desde 1987 a 1991. En 1989, se convirtió en el presidente del grupo parlamentario de la DC en la Cámara de Diputados.
Durante su mandato como ministro de Trabajo, se alcanzó el primer acuerdo entre sindicatos, Gobierno y Confindustria, conocido como "Accordo Scotti", mientras que como ministro del Interior fundó la Dirección de Investigación Antimafia (DIA), un cuerpo policial especializado en la lucha contra la mafia.
Es miembro del Comité de Honor de la Fondazione Valenzi, entidad fundada en memoria del antiguo alcalde comunista de Nápoles Maurizio Valenzi.